# St. Philippus und Jakobus (Schmechten)

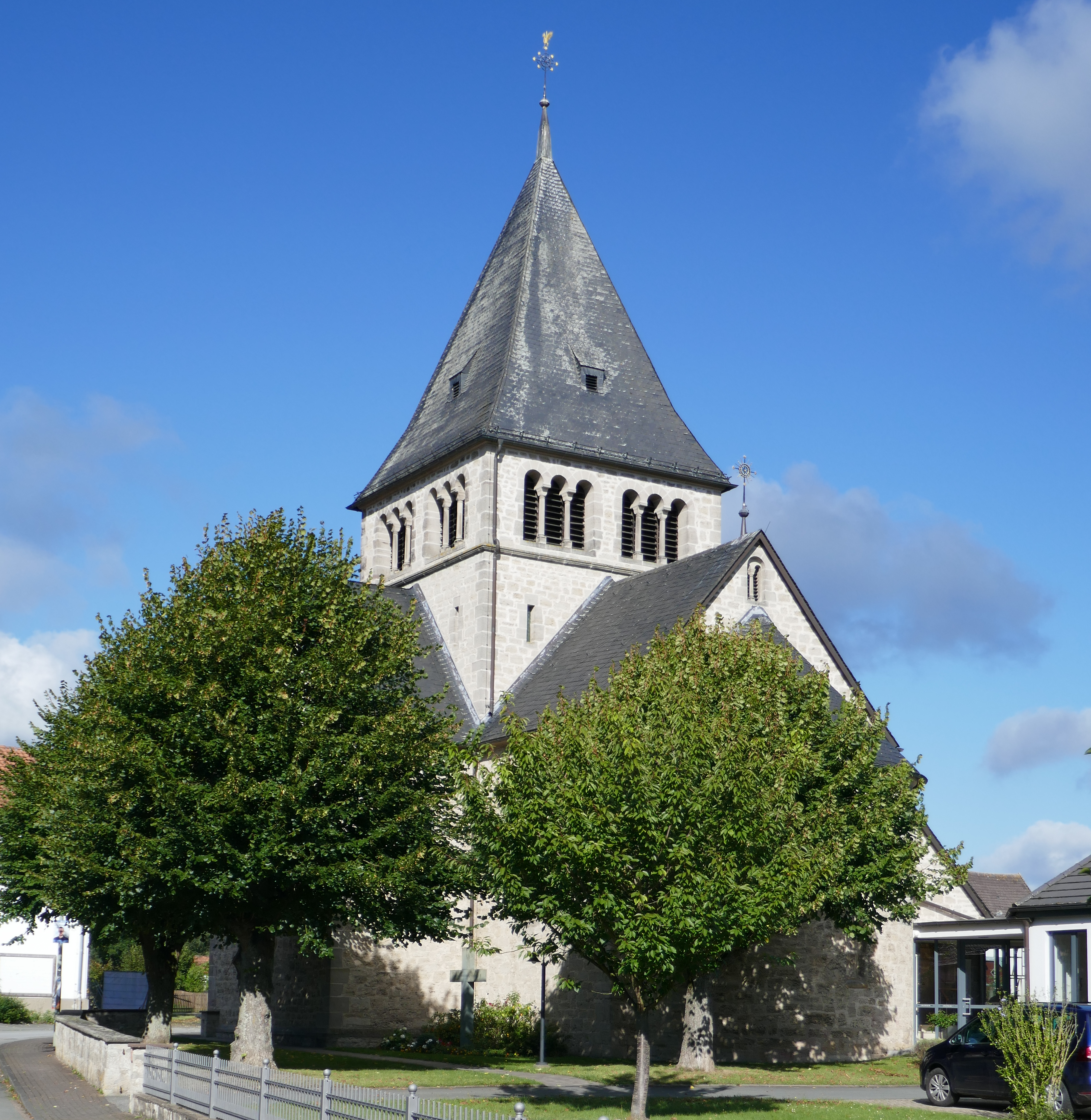
St. Philippus und Jakobus (Schmechten)

Die römisch-katholische, denkmalgeschützte Kirche St. Philippus und Jakobus steht in Schmechten, einem Gemeindeteil der Stadt Brakel im Kreis Höxter von Nordrhein-Westfalen. Die Kirche gehört zum Pastoralen Raum Brakeler Land im Dekanat Höxter des Erzbistums Paderborn.

## Beschreibung
Der neuromanische Zentralbau im Grundriss eines griechischen Kreuzes wurde 1908/09 aus Bruchsteinen erbaut. Er hat seine Apsis im Osten, in deren Innenraum ein Hochaltar steht. Ihm gegenüber steht die Orgel auf einer Empore. Über der Vierung erhebt sich ein Glockenturm, der mit einem Pyramidendach bedeckt ist. 